# Louis Alexandre Berthier
Louis Alexandre Berthier, född 20 februari 1753 i Versailles, död 1 juni 1815 i Bamberg, var furste av Neuchâtel och Valengin, furste av Wagram, marskalk av Frankrike och vice-konnetabel.
Louis Alexandre Berthier inträdde i generalstaben som löjtnant 1770. Senare åtföljde han La Fayette till Amerika och deltog i nordamerikanska frihetskriget, varifrån han återvände med överstes grad. 1791 blev han befälhavare över nationalgardet Versailles, 1792 stabschef vid västra armén under general Nicolaus von Luckner samt 1795 divisionsgeneral och generalstabschef i den italienska armén. När Napoleon Bonaparte övertog befälet över denna armé, 1796, uppstod mellan honom och Berthier ett förtroligt vänskapsförhållande som bestod till Berthiers död. 
Efter freden i Campo Formio fick Berthier överbefälet över hären. I februari 1798 besatte han Rom och proklamerade den romerska republiken. Sedan följde han såsom stabschef Bonaparte till Egypten, återvände därifrån tillsammans med honom och bidrog att framkalla revolutionen av 18 brumaire 1799 samt utnämndes därefter till krigsminister. I tåget över Stora S:t Bernhard och i segern vid Marengo hade han betydlig andel. 
1805 var han chef för generalstaben i kriget mot Österrike, undertecknade 17 oktober samma år kapitulationen i Ulm, 6 december vapenstilleståndet vid Austerlitz, bevistade 1806 och 1807 fälttågen mot Preussen och Ryssland och slöt i juni samma år vapenstilleståndet i Tilsit. 
Redan 1804 hade han blivit utnämnd till marskalk. När Preussen avträdde Neuchâtel och Valengin, fick han det suveräna herraväldet över dessa båda furstendömen, nedlade krigsministerportföljen och utnämndes till vice-konnetabel, senator och kejserlig prins. Efter fälttåget mot Österrike 1809 fick han titeln furste av Wagram. 1810 sändes han till Wien för att representera Napoleon vid dennes förmälning med prinsessan Marie Louise, kejsar Frans I:s dotter. I fälttågen 1812-14 var han åter chef för generalstaben. 
Efter Napoleons fall hyllade Berthier Ludvig XVIII av Frankrike. Han förlorade suveräniteten över Neuchâtel och Valengin, men bibehöll sin värdighet som pär och marskalk av Frankrike. Under de hundra dagarna åtföljde han först Ludvig XVIII till Gent. Han reste därefter till sin familj i Bamberg där han omkom genom en olyckshändelse.
Berthier synes inte ha varit i besittning av någon militärisk begåvning i högre mening, men hans tekniska kunskaper, rediga minne och outtröttliga arbetskraft gjorde honom till ett utmärkt verktyg åt Napoleon, vars befallningar han förstod att omsätta i klara och bestämda order. Napoleon sade senare att han skulle ha segrat vid Waterloo, om han haft Berthier till stabschef. Hans Mémoires utkom i Paris 1826. 

## Utmärkelser
- Marskalk av kejsardömet
- Storkors av Hederslegionen
- Sankt Henriks militärorden
- Rutkroneorden
- Hessiska Ludvigsorden
- Max-Josefsorden
- Badiska husorden Fidelitas
- Sankt Annas orden, första klass
- Riddare av Sankt Alexander Nevskij-orden
- Järnkroneorden
- Toskanska Sankt Josefsorden
- Württembergska kronorden
- Riddare av Hederslegionen
- Namn ingraverat på Triumfbågen
- Marskalk av Frankrike
- Kommendör av Sankt Ludvigsorden
- Sankt Ludvigsorden
- Svarta örns orden
- Andreasorden
- Sankt Alexander Nevskij-orden
- Storofficer av Hederslegionen
- Sankt Stefansorden

[Redigera Wikidata]